# جغرافیای کوئینزلند
جغرافیای کوئینزلند در شمال شرقی استرالیا بسیار متنوع است. این ایالت شامل جزایر گرمسیری با سواحل شنی مسطح، رودخانه، زمین‌های خشک، بیابان‌های غنی و کمربند کشاورزی و مناطق پر جمعیت مناطق شهری است.
ایالت کوئینزلند ۲۲٫۵ درصد از قاره استرالیا را می‌پوشاند. مساحت آن 1,730,648 کیلومتر مربع است که دومین ایالت وسیع استرالیا محسوب می شود. طول خط ساحلی سرزمین اصلی کوئینزلند (بدون احتساب جزایر) برابر با ۶٬۹۷۳ کیلومتر (۴٬۳۳۳ مایل)کیلومتر (4,333 mi) است و مجموع طول سواحل این ایالت نیز ۶٬۳۷۴ کیلومتر (۳٬۹۶۱ مایل) است. دیواره بزرگ مرجانی از ویژگی‌های منحصر به فرد کوئینزلند است. مهم توریستی drawcard. این مدار راس جدی این ایالت را به دو نیمه شمالی و جنوبی تقسیم می‌کند.

## مناطق

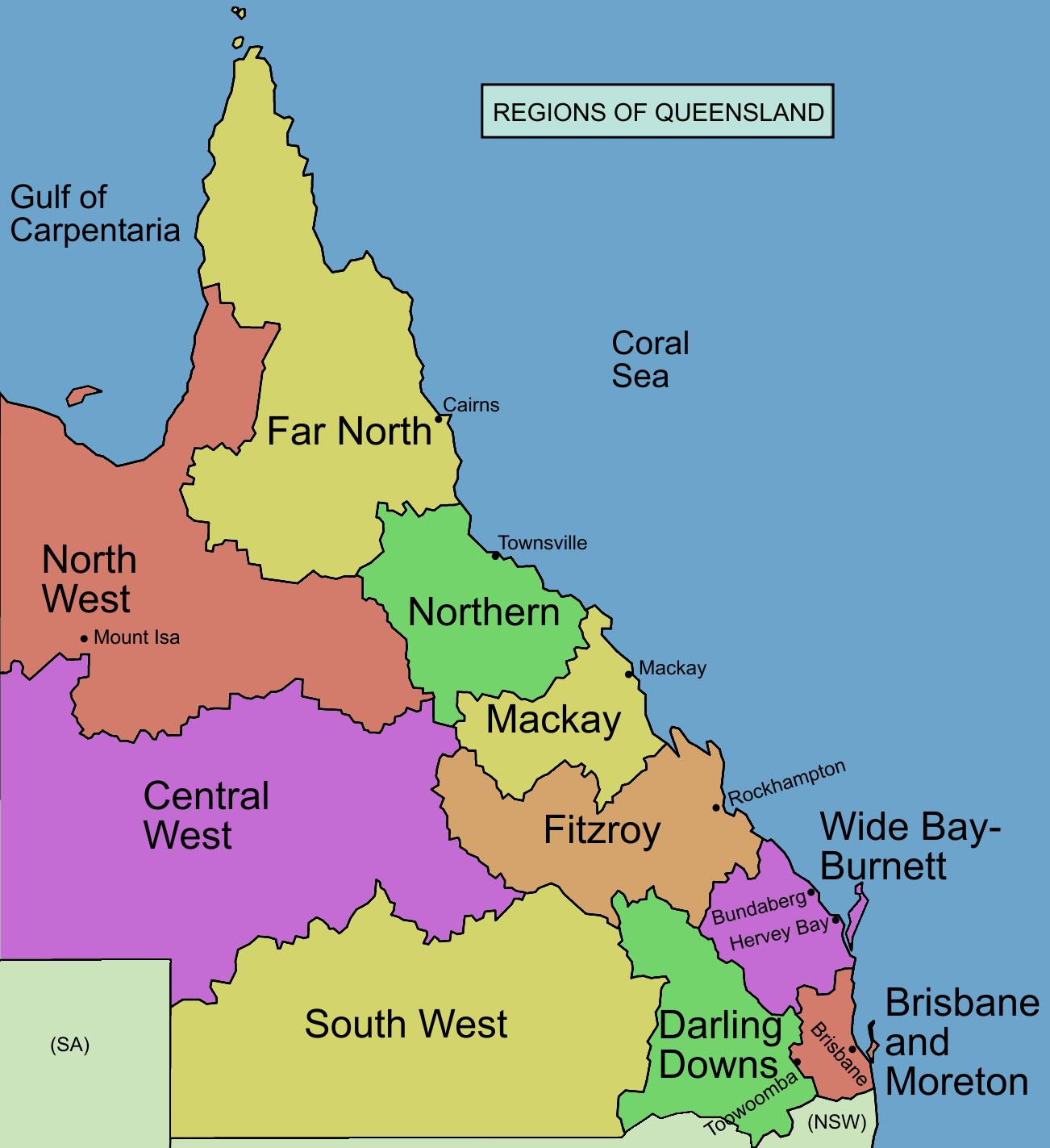
مناطق کوئینزلند

۹ منطقه عمده جغرافیایی در وکوئینزلند وجود دارد:
* جنوب شرق کوئینزلند* دارلینگ داونز
* جنوب غرب کوئینزلند
* غرب مرکزی کوئینزلند
*وایدبی-بارنت
* شمال کوئینزلند
* گلف کانتری
* شمال دوردست کوئینزلند
* شمال غرب کوئینزلند

## جغرافیای فیزیکی

### جزایر

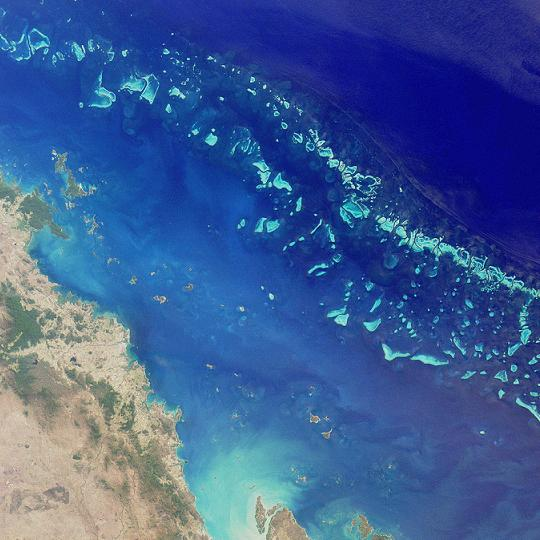
دیواره بزرگ مرجانی

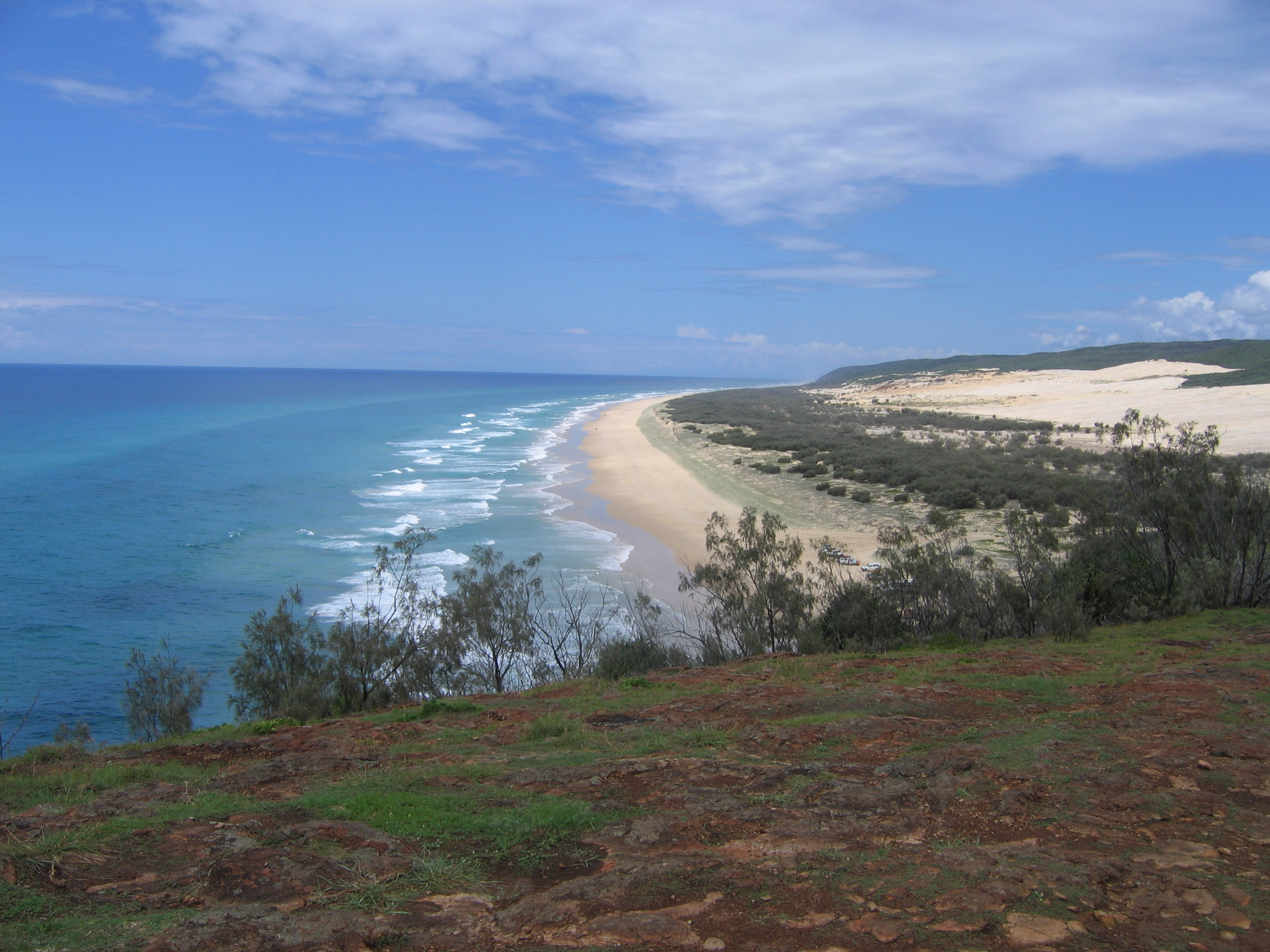
دماغه هندی درجزیره فریزر.

جزیره فریزر، بزرگ‌ترین جزیره شنی جهان در سواحل کوئینزلند قرار دارد. نیمی از ۸۰ دریاچه شنی دنیا در این جزیره قرار دارد. جزیره هغناطیسی، جزیره هرن، جزیره همیلتون و جزایر ویتساندی از جزایر این ایالت هستند. جزیره مورتون، جزیره استردبروک شمالی و جزیره استردبروک جنوبی نیز در جنوب شرقی کوئینزلند قرار دارند.

### آبها

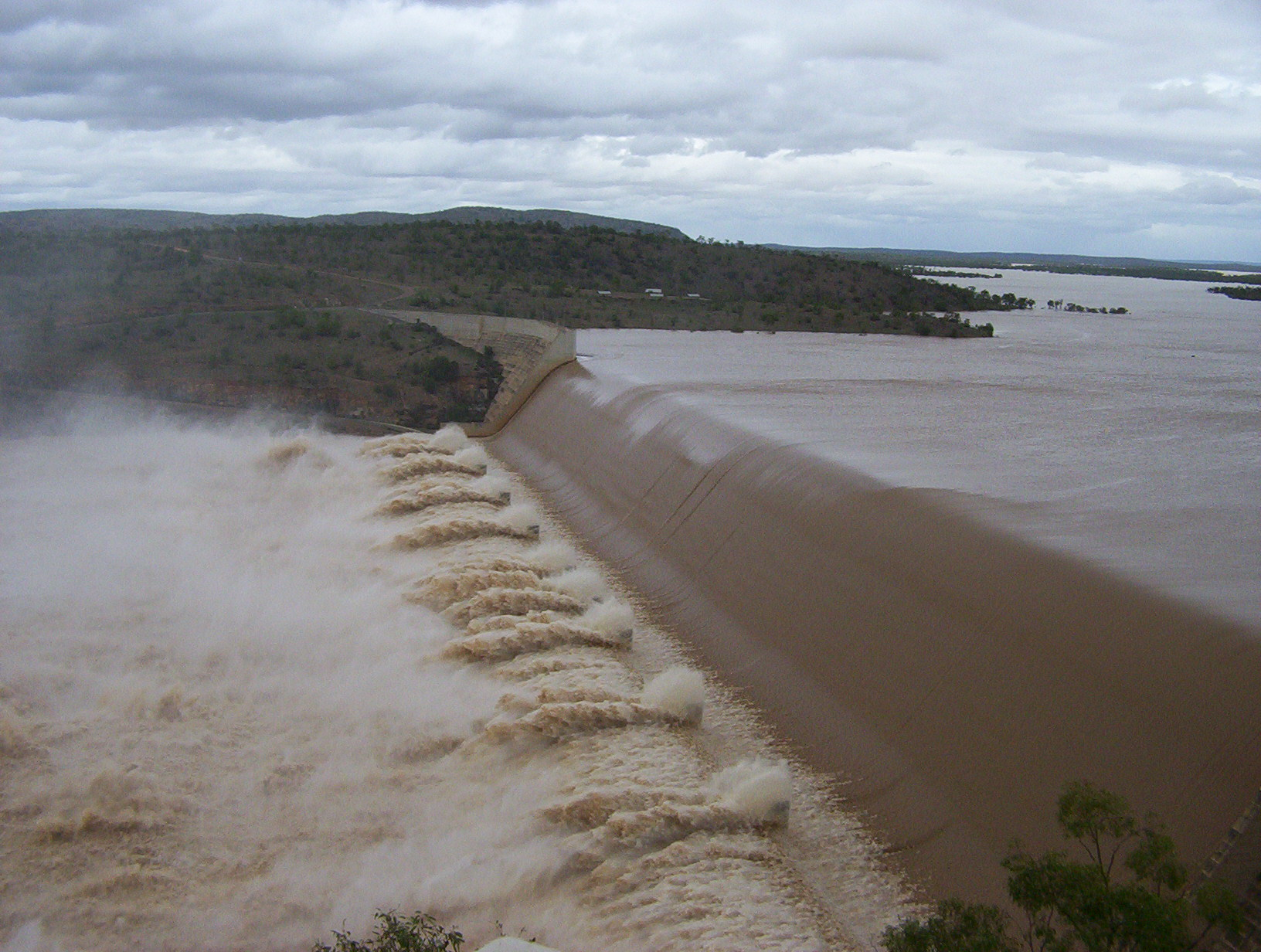
سد بوردکین بزرگ‌ترین مخزن آب کوئینزلند.

شمال غرب کوئینزلند خلیج کارپنتاریا است و در شمال شبه جزیره کیپ یورک تنگه تورس قرار دارد. مدار ده درجه جنوبی نیز در این بخش است. به شرق کوئینزلند نهفته دریای مرجان بخشی از اقیانوس آرام است. ساحل طلا و ساحل آفتاب ساحل‌های طولانی و گردشگری جنوب شرقی کوئینزلند هستند.

### رودخانه‌ها

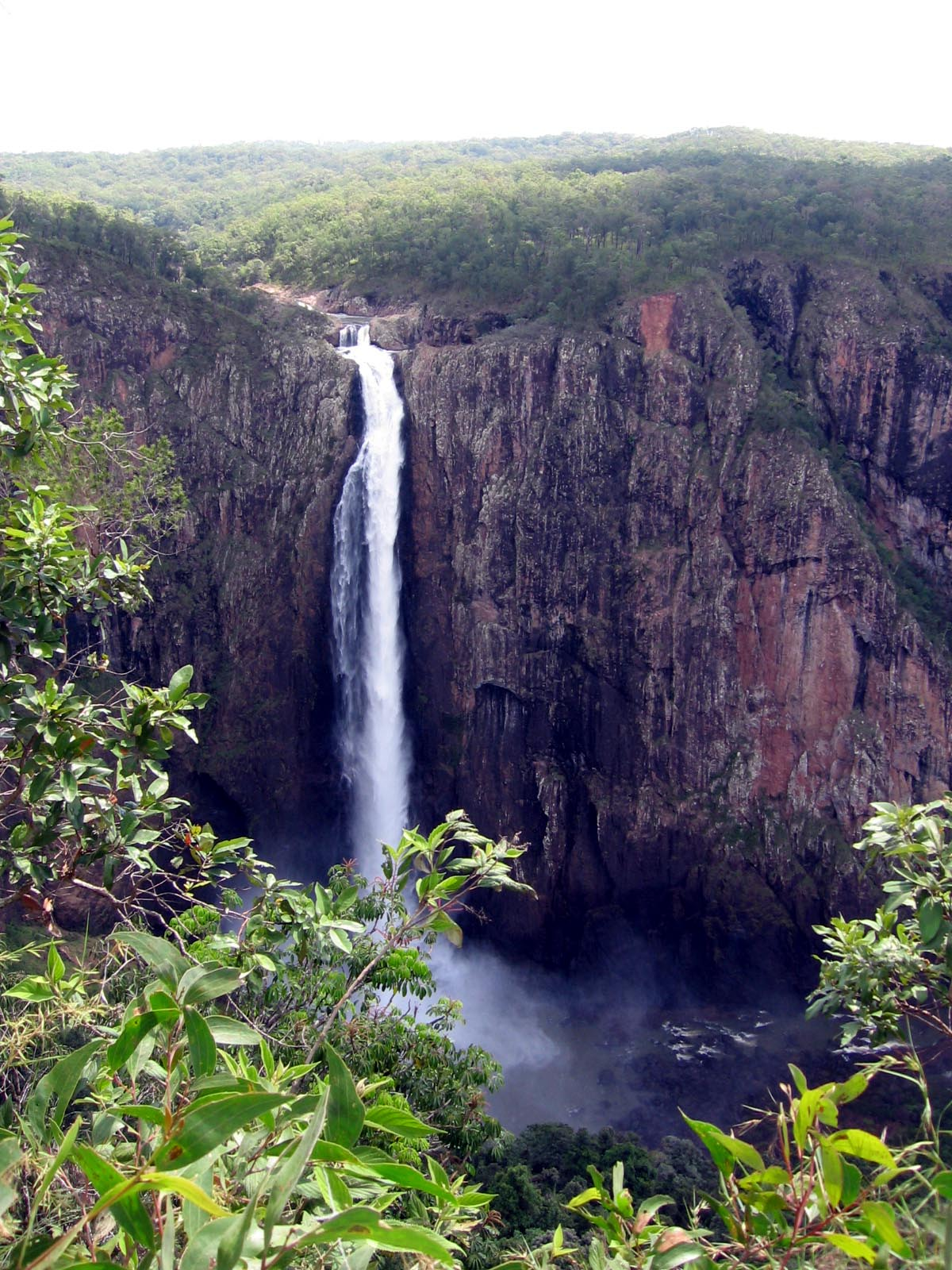
Wallaman بلندترین آبشار استرالیا.

کوئینزلند شامل صدها رودخانه و بسیاری نهرهای کوچک است. تخلیه این رودخانه‌ها به خصوص در مناطق گرمسیری شمالی ایالت کوئینزلند موجب ایجاد ۴۵ درصد از روانابهای سطحی استرالیا می‌شود.
آبشار بارون در شمال کوئینزلند قرار دارد و نیز آبشار والامن در شمال کوئینزلند بزرگ‌ترین واحد ریزش آبشاری را در استرالیا دارد. قابل توجه دیگر آبشارها عبارتند از: Milla Milla آبشار میلا میلا، آبشار پرلینگ بروک و آبشار کومرا دیگر آبشارهای کوئینزلند هستند.
برخی از شهرهای کوئینزلند واقع در زمین‌های نسبتاً مسطح در ساحل رودخانه‌ها قرار دارند و در معرض سیلاب هستند. در طول سیل‌های شدید مانند سیل ۲۰۱۰ کوئینزلند خسارتهای متعدد به منازل و زمین‌های کشاورزی و زیرساختهای این ایالت وارد می‌شود.

### کوه‌ها و دامنه‌ها

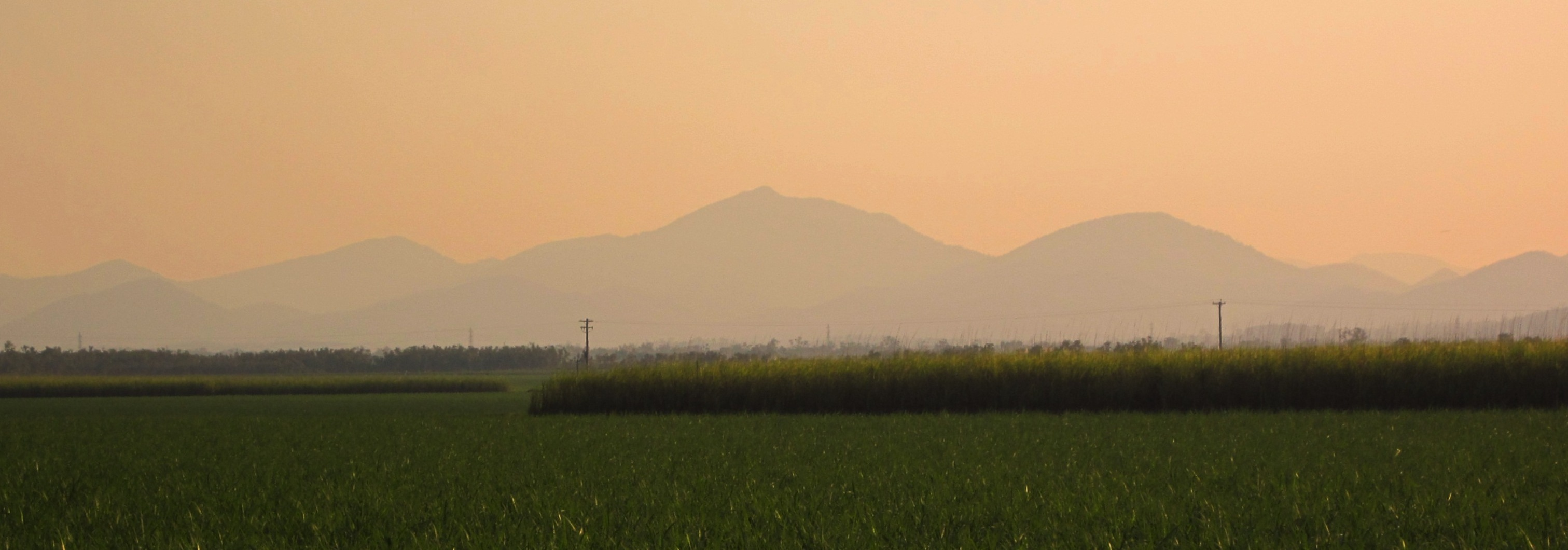
کوه دیتمار

مناطق شرقی کوئینزلند توسط رشته کوه جداکننده بزرگ از مناطق غربی این ایالت جدا می‌شوند. مناطق شرقی یک نوار ساحلی باریک را تشکیل می‌دهند.
دیگر مناطق مرتفع در شرق کوئینزلند شامل ارتفاعات برکلی و چند منطقه مرتفع دیگر می‌شود.
کوه بارتل فرر با ۱۶۲۲ متر، مرتفع‌ترین کوه در ایالت کوئینزلند استرالیاست.

### آب و هوا

انواع آب و هوا در کوئینزلند

نوار ساحلی کوئینزلند در شرق رشته کوه بزرگ جداکننده، یک منطقه گرم و مرطوب و معتدل است. غرب رشته کوه جداکننده، سرزمین داخلی استرالیاست که در آن دما و ریزش باران کاهش چشمگیر پیدا می‌کند. . در شمال ایالت ناحیه موسمی قرار گرفته‌است. طوفانهای استوایی یا چرخند به صورت منظم در این مناطق اتفاق می‌افتند.
رکورد ریزش باران در کوئینزلند و در کل کشور استرالیا مربوط به کوه بلاندن است که رکورد ۱۲۴۶۱ میلی‌متر بارش سالانه در آنجا ثبت شده‌است. بالاترین دمای ثبت شده در کوئینزلند ۴۹٫۵ درجه و کمترین آن -۱۰٫۵ سانتی گراد بوده‌است.

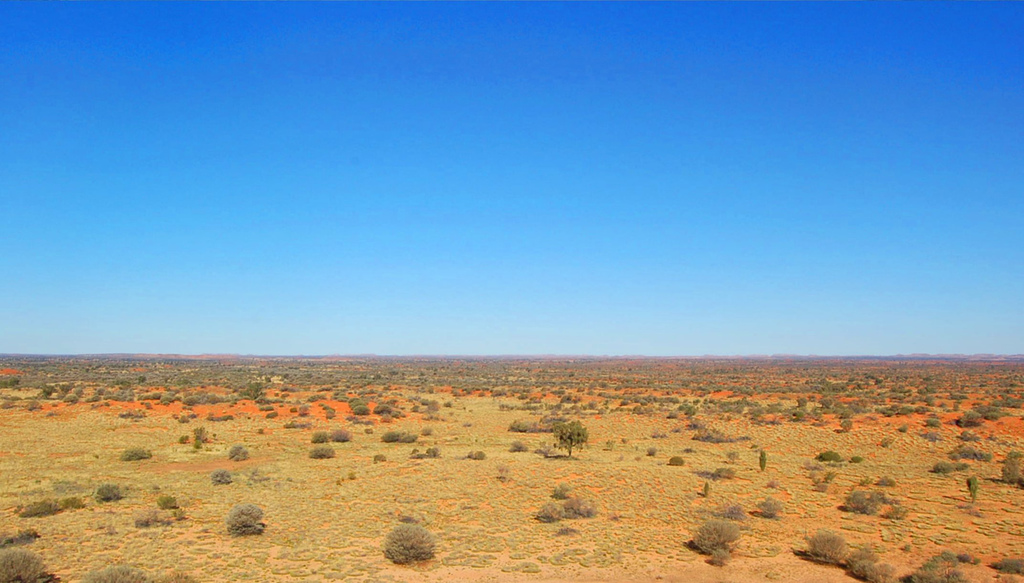
صحرای سیمپسون.

خیلی از مناطق غربی کوئینزلند خشک با برخی از آنها کویری هستند. بخشی از صحرای سیمپسون در کوئینزلند است. خشکسالی در این ایالت روی می‌دهد.

## جغرافیای انسانی
| سال  | جمعیت     |
| ---- | --------- |
| ۱۸۸۳ | ۲۵۰٬۰۰۰   |
| ۱۹۲۲ | ۷۷۹٬۰۰۰   |
| ۱۹۵۲ | ۱٬۲۵۹٬۵۰۰ |
| ۱۹۹۲ | ۳٬۰۳۰٬۰۰۰ |
| ۲۰۰۱ | ۳٬۶۵۵٬۱۳۹ |
| ۲۰۰۳ | ۳٬۷۷۴٬۲۹۲ |
| ۲۰۰۵ | ۳٬۹۶۳٬۹۶۸ |
| ۲۰۰۷ | ۴٬۱۹۶٬۰۰۰ |
| ۲۰۰۹ | ۴٬۴۵۰٬۴۱۸ |

سواحل شرق استرالیا از جمله کوئینزلند برای اولین بار توسط جیمز کوک کاوش شدند اما برای هزاران سال قبل از آن بومیان استرالیا در آنجا ساکن بوده‌اند. پایتخت کوئینزلند بریزبن است. کوئینزلند با استفاده از وقت استاندارد شرقی تغییر ساعت می‌دهد.
این حوضه آرتزین بزرگ استرالیا منبع مهم آب در ایالت کوئینزلند است. حفر چاه‌های عمیق هم به کشاورزی و دامداری منطقه کمک می‌کند.

### جمعیت
جمعیت کوئینزلند در پایان ماه ژوئن سال ۲۰۰۹ برابر با ۴٬۴۰۶٬۸۰۰ بود که سومین ایالت پرجمعیت استرالیا محسوب می‌شود. رشد عمده جمعیت این کشور به دلیل مهاجرت از نیوزلند بوده‌است. توسط ۲۰۴۲ جمعیت کوئینزلند است که انتظار می‌رود برای رسیدن به ۷ میلیون نفر است.

### شهرستانها و شهرها
شهر بریزبن در پرجمعیت‌ترین منطقه جنوب شرق کوئینزلند واقع شده‌است. نیز در اینجا واقع شده‌است گلدکست (ساحل طلا) نیز دومین شهر بزرگ این ایالت است.
تاونزویل بزرگ‌ترین شهر در مناطق شمالی ایالت کوئینزلند است. ماونت ایسا و مک کی و نیز کنز در شمال کوئینزلند هستند. در مناطق مرکزی ایالت شهرهای راکهمپتون و بوندابرگ و گلدستون قرار دارند که از لحاظ اقتصادی مراکز مهم صادرات زغال سنگ هستند.
برخی از کوئینزلند شهرها و شهرک‌های کوئینزلند مراکز جمعیتی بومیان استرالیا هستند مانند جزیره پالم و چربورگ.

### حمل و نقل

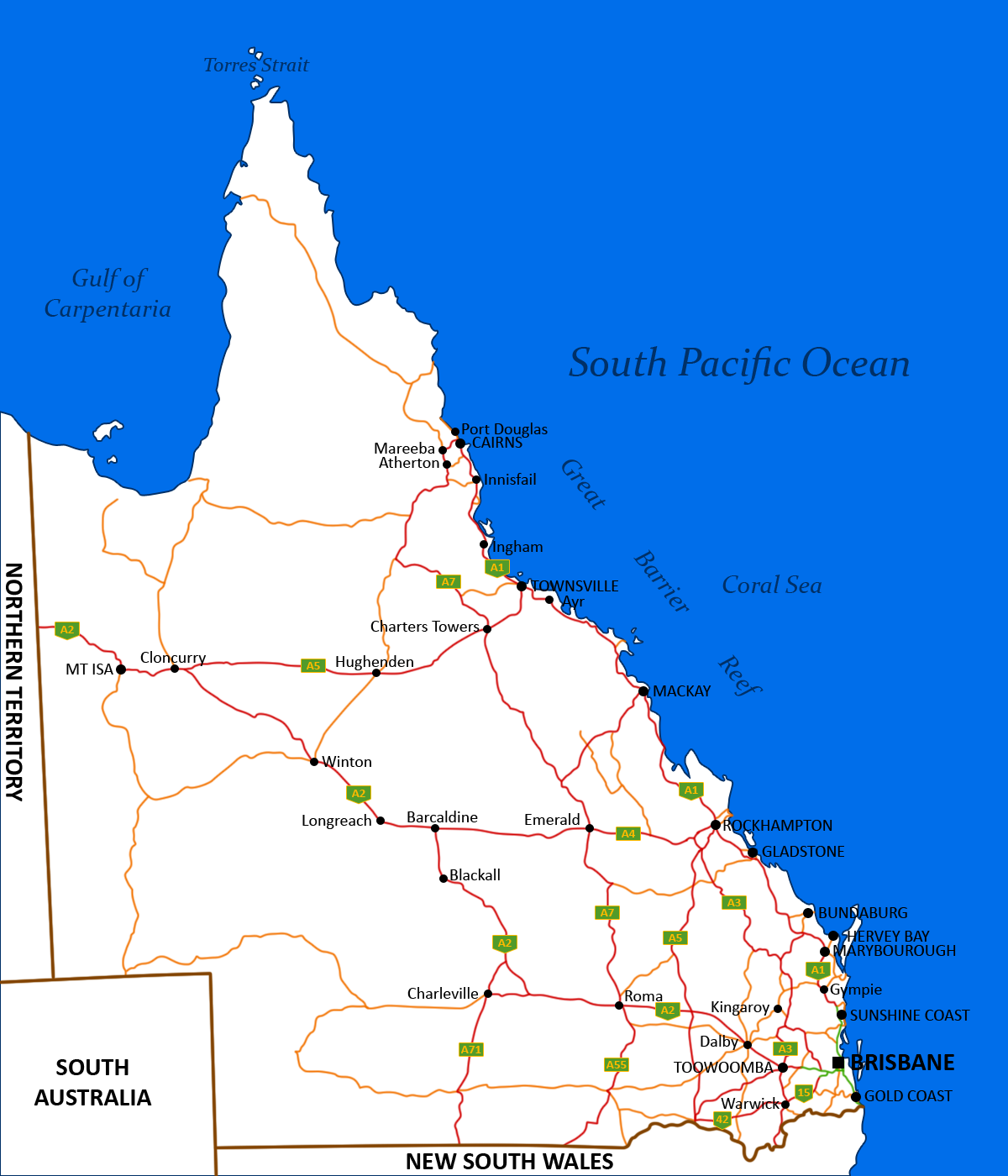
جاده‌های اصلی در کوئینزلند

شبکه راه‌آهن گسترش در امتداد ساحل شرقی از گلدکست تا کوراندا کشیده شده‌است. بزرگراه پاسیفیک بریزبین و سیدنی را به هم متصل می‌کند. ده شد در سال ۲۰۰۶ گزارش به برخی از بدترین بزرگراه ملی در استرالیا.

## مناطق حفاظت شده
کوئینزلند شامل مناطق قابل توجهی از جنگل‌های بارانی و سایر مناطق دیگر از تنوع زیستی است. میراث جهانی طبیعی کوئینزلند قابل توجه است و شامل دیواره بزرگ مرجانی، جنگلهای گرمسیری کوئینزلند و جنگلهای بارانی گندوانا می‌شوند. کوئینزلند دارای ۲۲۶ پارک ملی است. بزرگ‌ترین آنها پارک ملی کویر سیمپسون است که در مناطق دورافتاده غرب این ایالت قرار دارد.